# 마세건
마세건(馬世健, 1994년 1월 24일~)은 대한민국의 펜싱 선수로 주 종목은 에페이다. 2020년 하계 올림픽 에페 단체전에서 동메달을 획득했다.